# Haridwar
Hardwar là một thành phố và là nơi đặt ban đô thị (municipal board) của quận Hardwar thuộc bang Uttaranchal, Ấn Độ.

## Nhân khẩu
Theo điều tra dân số năm 2001 của Ấn Độ, Hardwar có dân số 175.010 người. Phái nam chiếm 54% tổng số dân và phái nữ chiếm 46%. Hardwar có tỷ lệ 70% biết đọc biết viết, cao hơn tỷ lệ trung bình toàn quốc là 59,5%: tỷ lệ cho phái nam là 75%, và tỷ lệ cho phái nữ là 64%. Tại Hardwar, 12% dân số nhỏ hơn 6 tuổi.